# 히와다역
히와다역(일본어: 日和田駅)은 일본 후쿠시마현 고리야마시에 있는 동일본 여객철도 도호쿠 본선의 역이다. 상대식 승강장 2면 2선 구조를 지닌 지상역이다.

## 타는 곳
| 1 | ■ 도호쿠 본선 | (상행) | 고리야마 · 구로이소 방면 |
| 2 | ■ 도호쿠 본선 | (하행) | 후쿠시마 · 시로이시 방면 |

## 이용 현황
- 평일의 하루 평균 승강 객수 : 약 500명(추정)
- 휴일의 하루 평균 승강 객수 : 약 350명(추정)

## 역 주변
- 오리엔트 파크 히와다
- 국도 제4호선
- 히와다 시민회관
- 고리야마 시 추오 도서관 히와다 분관(히와다 시민회관 내)

## 인접 정차역
| 도호쿠 본선            | 도호쿠 본선   | 도호쿠 본선              |
| ---------------------- | ------------- | ------------------------ |
| 고리야마 구로이소 방면 | ■ 도호쿠 본선 | 고햐쿠가와 후쿠시마 방면 |